# Jorge Pelicano
Jorge Eduardo Gil Pelicano (Figueira da Foz, 3 de Março de 1977) é um cineasta e repórter de imagem de televisão.

## Biografia
Estudou no Instituto Politécnico da Guarda onde se licenciou em Comunicação e Relações Públicas. Frequenta o mestrado de Comunicação e Jornalismo na Faculdade de Letras da Universidade de Coimbra.
Desde 2001 é repórter de imagem freelancer para a televisão SIC. Destaca-se com dois documentários que atraem a atenção do grande público: Ainda Há pastores? (2006) e Páre, Escute, Olhe (2009).  Este último gera interesse do público, tendo sido um dos filmes mais vistos no primeiro semestre 2010
Em 2012 recebe o Prémio Gazeta de Televisão pela série de reportagens "Momentos de Mudança" (SIC).
Seguem-se os documentários Pára-me de Repente o Pensamento (2014),  The Last Analog Tree (2015), Até Que ... (2018) e 4 Caminhos para Fátima (2018).
O documentário Tony, sobre a vida do cantor Tony Carreira, estreia nos cinemas em 25 de julho de 2019>.

## Filmografia

### Primeiro Filme:"Ainda Há pastores?"
Já em 2001 desenvolve a ideia de produzir um documentário sobre pastores. Escolhe Casais de Folgosinhos, um vale isolado na freguesia de Folgosinho na Serra da Estrela onde encontra alguns dos últimos pastores genuínos. Em 2002, vive com eles 2 semanas, filmando. Só em 2006 voltou com uma equipa maior para finalizar as filmagens. Com locução de Fernando Alves, o filme "Ainda Há pastores?" sai em 2006. Desde então o filme tem marcado presença em vários festivais nacionais e internacionais, obtendo vários prémios. O filme mostra as paisagens lindíssimas do vale e o dia-a-dia árduo dos pastores.. 

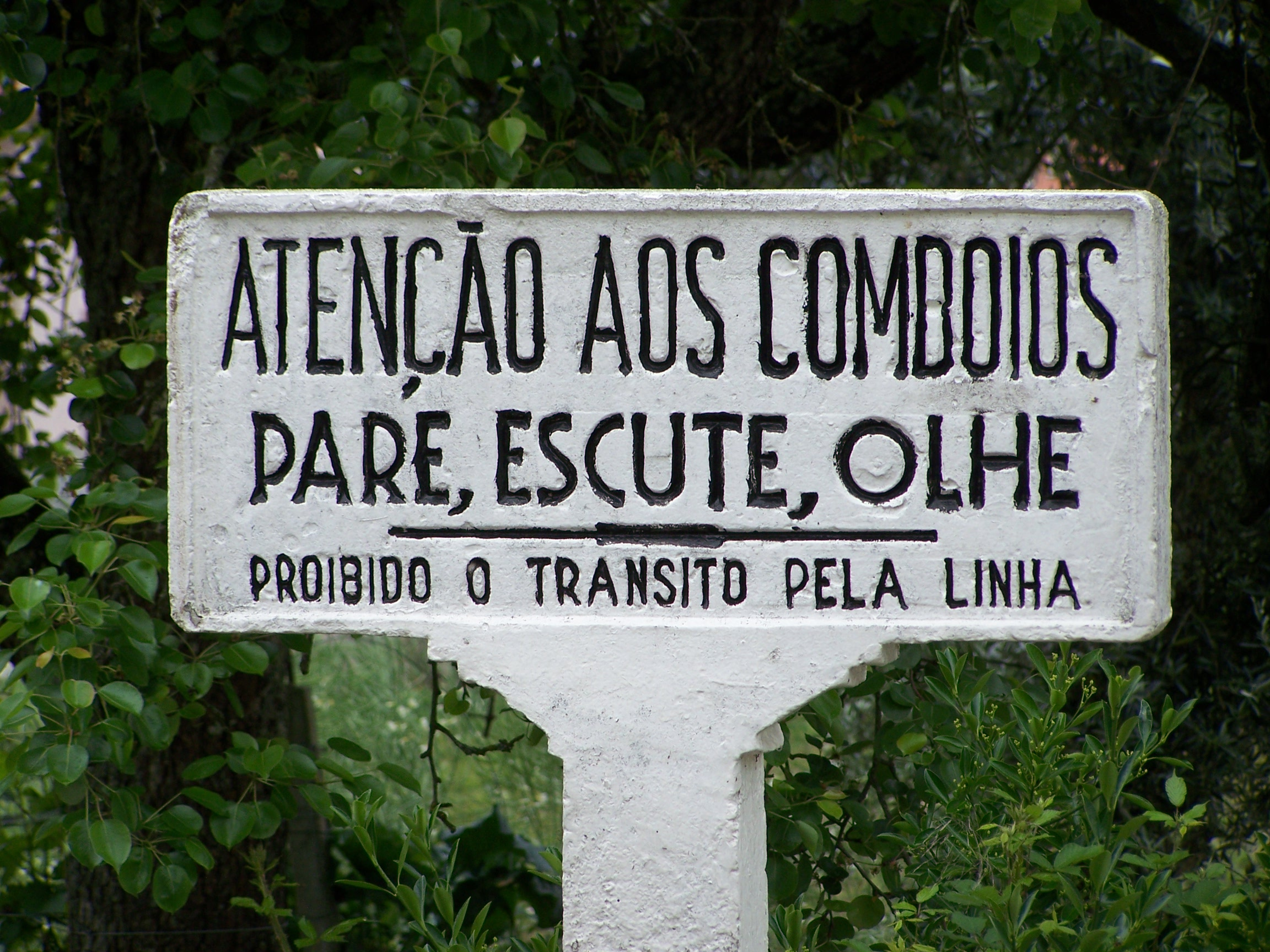

### Segundo Filme:"Pare, Escute, Olhe"
Em 2010, o seu segundo filme tem o título "Pare, Escute, Olhe", já por ele transportando uma mensagem diferente, uma alerta. O documentário interventivo mostra o desaparecimento da Linha do Tua e as suas causas, as diferentes motivações das várias partes envolvidas e as consequências para as populações locais. Novamente ganha vários prémios.. 

## Obras
- Ainda Há pastores? (2006);
- Páre, Escute, Olhe (2009);
- Pára-me de Repente o Pensamento (2014);
- The Last Analog Tree (2015);
- Até Que o Porno Nos Separe (2018);
- 4 Caminhos para Fátima (2018).
- Tony (2019).

## Prémios
- Prémio Gazeta de Televisão (2012), do Clube de Jornalistas, pela série de reportagens "Momentos de Mudança"
- Prémio Arco-Íris (2018)